# Філіповський Вадим Миколайович
Вади́м Микола́йович Філіпо́вський (Філіпповський; 1975—2014) — солдат Збройних сил України, учасник російсько-української війни.

## Життєпис
Народився 1975 року в місті Підгородне (Дніпропетровська область). 1990 року закінчив 9 класів середньої школи № 1 міста Підгородне, у 1993 році — ПТУ № 2 міста Дніпропетровськ за спеціальністю верстатник. Відслужив строкову службу в лавах ЗСУ (1993—1994 роки), був спецпризначенцем. У мирному житті працював на різних посадах на різних приватних підприємствах; останнім часом — у охоронній фірмі «Крок», мав багато нагород та відзнак.
У часі війни мобілізований 25 березня 2014 року, стрілець-зенітник, 25-а окрема повітрянодесантна бригада. Бронежилета придбав собі сам.
У бою 12 серпня 2014-го загинуло 10 вояків, серед них і Вадим Філіпповський.
Брат Микола Філіповський — також вояк ЗСУ, важко поранений у боях.
Похований у Підгородному.
Без Вадима лишились мама, дружина Оксана, син Ярослав 2010 р.н., брат.

## Нагороди та вшанування
- 14 листопада 2014 року за особисту мужність і героїзм, виявлені у захисті державного суверенітету та територіальної цілісності України, вірність військовій присязі під час російсько-української війни, відзначений — нагороджений орденом «За мужність» III ступеня (посмертно).
- його портрет розміщено на меморіалі «Стіна пам'яті полеглих за Україну» в Києві: секція 2, ряд 3, місце 30.
- вшановується 12 серпня на ранковому церемоніалі загиблих українських героїв, які загинули в різні роки внаслідок російської агресії.[1]
- 6 травня 2016 року в місті Підгородне на фасаді будівлі навчально-виховного комплексу № 1, де навчався Вадим, йому відкрито меморіальну дошку.